# Ricardo Rodríguez
Ricardo Iván Rodríguez Araya, noto semplicemente come Ricardo Rodríguez (Zurigo, 25 agosto 1992), è un calciatore svizzero di origini cilene, difensore del Betis e della nazionale svizzera.

## Biografia
Nato a Zurigo in Svizzera da genitori cileni, ha deciso di rappresentare la nazione in cui è nato. Anche i suoi fratelli Roberto e Francisco sono calciatori.

## Caratteristiche
Terzino sinistro o difensore centrale, prevalentemente come braccetto di sinistra in una difesa a tre, ruolo in cui è stato spostato da Ivan Juric dalla stagione 2021-2022. Mancino di piede, si distingue per senso della posizione, visione di gioco e capacità di passaggio e cross, in virtù della sua ottima tecnica individuale e intelligenza tattica, che sopperiscono ad una non eccelsa rapidità. È anche un ottimo battitore di calci di punizione.

## Carriera

### Club

#### Zurigo
Nato da un padre spagnolo e da una madre cilena di discendenza spagnola (basca), Rodriguez ha iniziato a giocare a calcio presso l'acclamato club giovanile FC Schwamendingen nel 2001 prima di entrare nel settore giovanile del FC Zürich all'età di 11 anni nel 2002. È stato promosso alla prima squadra nel 2009 all'età di 16 anni, facendo parte della panchina nella sconfitta per 2-3 dello Zürich contro il NK Maribor nella partita di andata del terzo turno di qualificazione della Champions League il 29 luglio 2009.
Il 21 marzo 2010, a diciassette anni, ha debuttato con lo Zurigo nella 25ª giornata della Swiss Super League, subentrando al posto del giocatore infortunato Hannu Tihinen nel primo tempo della vittoria per 2-0 contro il Bellinzona. Il suo debutto da titolare è avvenuto nel derby di Zurigo contro il Grasshoppers il 5 aprile, in cui ha giocato l'intera partita vinta per 3-2 dalla squadra di casa.
Rodriguez fece il suo debutto europeo nella partita di andata del terzo turno di qualificazione della Champions League contro lo Standard Liège il 27 luglio 2011. Giocò l'intera partita e fornì l'assist per il compagno di squadra e compagno di squadra di gioventù dello Zürich Admir Mehmedi quando gli svizzeri ottennero un pareggio per 1-1 allo Stadio Maurice Dufrasne in Belgio. Nella partita di ritorno, Rodriguez mancò un gol a porta vuota da breve distanza, ma lo Zürich vinse 1-0 e ottenne un posto nel turno dei play-off contro il Bayern Monaco. Giocò per intero entrambe le partite dei play-off contro il Bayern, ma la squadra svizzera perse 0-3 in totale e fu retrocessa in Europa League.

#### Wolfsburg
L'11 gennaio 2012 passa al Wolfsburg, firmando un contratto fino al 2016. Fa il suo debutto il 21 gennaio 2012 contro il Colonia, partita vinta dai biancoverdi per 1-0. Nel corso della stagione si ritaglia subito un posto da titolare, che gli permette di collezionare 17 presenze a fine stagione.
Nel corso della stagione successiva totalizza 27 presenze senza nessuna marcatura, ma è nel corso della stagione 2013-2014 che si consacra ad alti livelli: il 9 novembre 2013 segna la sua prima rete stagionale contro il Borussia Dortmund e a fine stagione raccoglierà 38 presenze e ben 7 reti.

#### Milan e PSV
L'8 giugno 2017 firma un contratto quadriennale con il Milan, valido dal 1º luglio seguente. Il difensore, costato ai rossoneri 15 milioni di euro più 2 di bonus, sceglie di indossare la maglia n. 68. Debutta con la maglia rossonera il 27 luglio, in occasione della partita d'andata del terzo turno preliminare di Europa League vinta per 0-1 in casa dei rumeni del Craiova proprio grazie a un suo gol su calcio di punizione. Il 20 settembre realizza invece la sua prima rete in Serie A, su calcio di rigore, nella sfida di San Siro contro la SPAL finita 2-0 per i rossoneri. Termine la sua prima annata con il Milan totalizzando 47 partite e 4 reti.
Si conferma titolare della fascia sinistra del Milan anche nella stagione 2018-2019, venendo spesso preferito al compagno di ruolo Diego Laxalt. Al termine della stagione disputa 41 partite, di cui 35 in campionato, con il Milan che si classifica quinto in Serie A.
Nella stagione successiva, viene relegato al ruolo di riserva di Theo Hernández e disputa solo 5 partite in campionato prima di essere ceduto in prestito, il 30 gennaio 2020, al PSV.

#### Torino

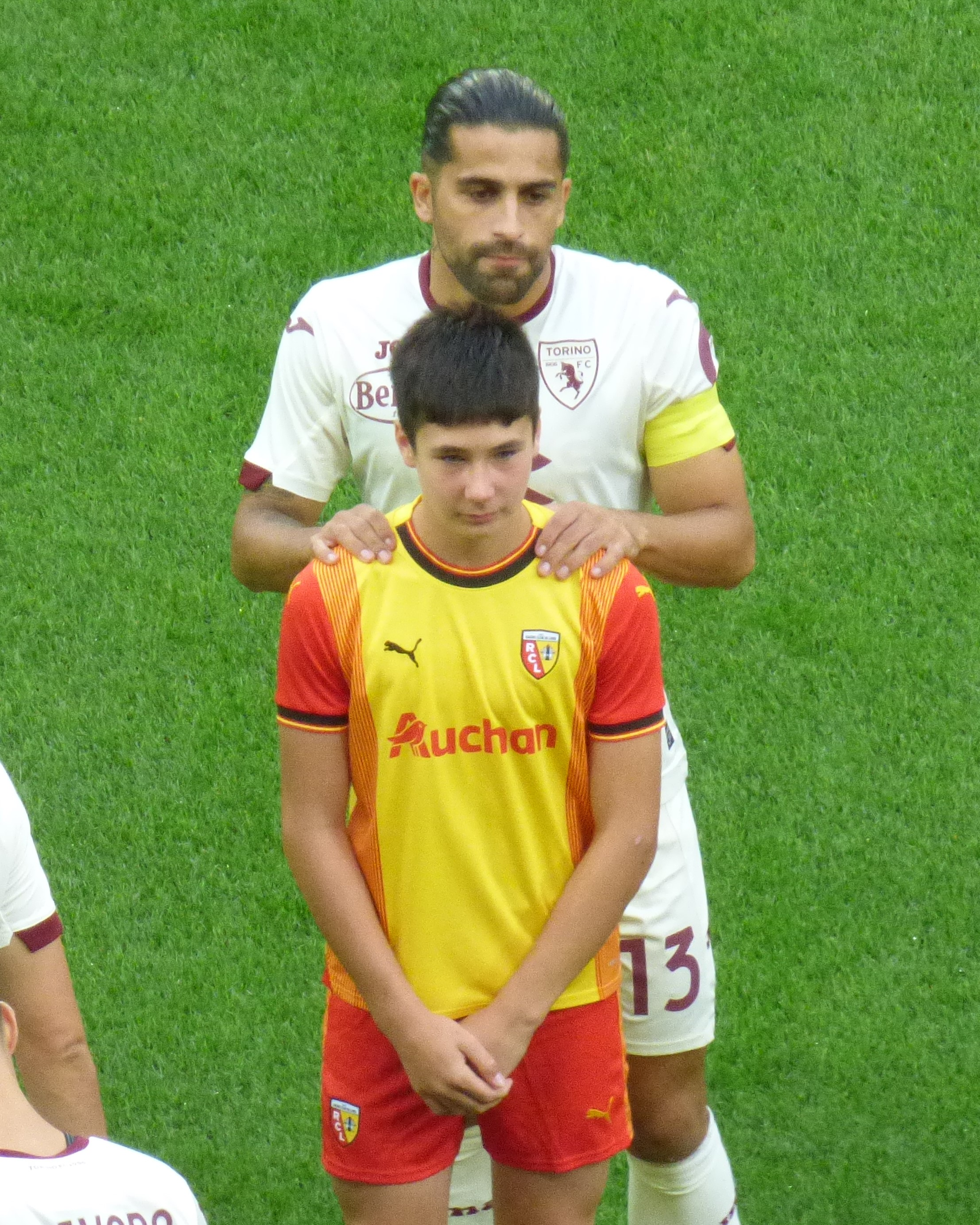
Ricardo Rodriguez nel Torino come capitano (2023)

Tornato nell'estate 2020 a Milano, Rodríguez si trasferisce quindi al Torino, ricongiungendosi all'allenatore Giampaolo, che già lo aveva allenato al Milan. Titolare con Giampaolo, con l'arrivo di Davide Nicola perde il posto.
L'anno successivo, con l'arrivo di Ivan Jurić, torna a essere titolare dei granata, venendo spostato nel ruolo di braccetto di sinistra nella difesa a 3 del tecnico croato.
In seguito a gravi diverbi tra la società e il capitano Saša Lukić, che viene escluso dalla rosa, nel 2022-2023 lo svizzero viene designato come nuovo portatore della fascia, nonostante il successivo reintegro del serbo.
Titolare dei granata anche nella stagione 2023-2024, il 18 maggio 2024 realizza il suo primo gol e unico con il club nel successo per 3-1 in campionato sul Milan. Lascia il Torino al termine della stessa annata, alla scadenza naturale del proprio contratto; ha collezionato in tutto 129 presenze, un gol e tre assist in quattro stagioni.

#### Betis
Il 5 agosto 2024 viene ufficializzato il suo passaggio al Betis, club di Siviglia militante in Liga. Firma un contratto valido fino al 2026.

### Nazionale

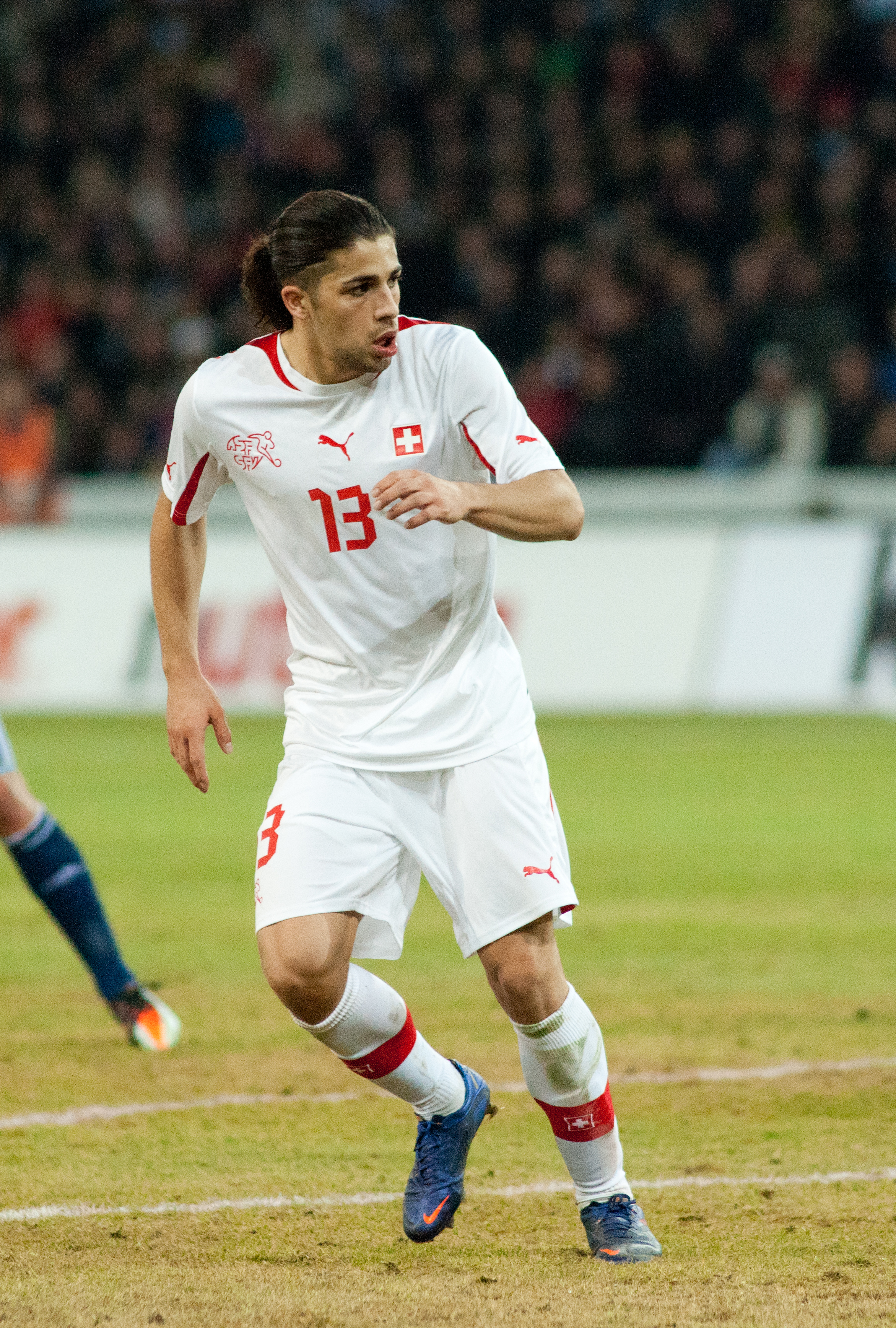
Ricardo Rodríguez con la nazionale svizzera in un'amichevole del 2012

Ha iniziato a giocare con le nazionali giovanili elvetiche sin dalla nazionale Under-17, con la quale ha vinto il Mondiale di categoria, dove segna una rete battendo Giappone (4-3), apre le marcature sconfiggendo agli ottavi di finale la Germania (4-3) e un altro gol lo mette a segno prevalendo contro la Colombia (4-0). Nel 2012 viene convocato nella nazionale olimpica, raccogliendo 3 presenze.
Il 7 ottobre 2011 esordisce nella nazionale maggiore contro il Galles, in una gara valida per le qualificazioni a Euro 2012, subentrando a Xherdan Shaqiri al 62º minuto.
Convocato per i Mondiali 2014, Rodríguez esordisce nella vittoria per 2-1 contro l'Ecuador, dove fornisce gli assist per le reti di Mehmedi e Seferović. Nel Mondiale brasiliano colleziona 4 presenze, fino a quando la Svizzera non viene sconfitta per 1-0 dopo i tempi supplementari dall'Argentina.
Viene convocato per gli Europei 2016 in Francia.
Il 7 ottobre 2016 segna la sua prima rete in Nazionale maggiore nella sfida vinta per 3-2 contro l'Ungheria in trasferta in una sfida valida per le qualificazioni ai Mondiali 2018. Va di nuovo a segno (su rigore) nelle qualificazioni a Russia 2018 il 3 settembre 2017 nella trasferta vinta per 3-0 contro la Lettonia segnando il terzo goal della selezione elvetica.
Due mesi dopo ha avuto un ruolo chiave per il raggiungimento della qualificazione ai Mondiali della sua squadra: nello spareggio contro l'Irlanda del Nord, all'andata ha segnato il rigore (seppur discusso) dell'1-0 decisivo della vittoria in trasferta dei rossocrociati, mentre al ritorno si è reso protagonista di un salvataggio sulla linea al 93º minuto evitando i tempi supplementari e qualificando così la sua squadra alla manifestazione iridata.
Viene poi convocato per la manifestazione giocata in Russia, in cui disputa tutte e 4 le partite della nazionale elvetica, che viene eliminata agli ottavi dalla Svezia.
Il 27 settembre 2022 raggiunge quota 100 presenze con la selezione elvetica nella sfida vinta per 2-1 in Nations League contro la Rep. Ceca.
Nel novembre seguente, viene incluso dal CT Murat Yakın nella rosa svizzera partecipante ai Mondiali di calcio in Qatar, in cui ha disputato tutte e 4 le sfide della sua squadra che è stata eliminata agli ottavi dal Portogallo (6-1).
Convocato per Euro 2024, il 23 giugno, nella terza sfida della fase a gironi (pareggiata 1-1 contro la Germania), raggiunge quota 118 presenze con la Svizzera, agganciando Heinz Hermann al terzo posto. Sei giorni dopo, in occasione della sfida valevole per gli ottavi di finale contro l'Italia (vinta 2-0), Rodríguez stacca lo stesso Hermann. Il torneo per gli elvetici si conclude ai quarti, in cui sono stati eliminati ai rigori dall'Inghilterra dopo l'1-1 maturato al termine dei supplementari.
Il 21 marzo 2025, in occasione dell'amichevole pareggiata per 1-1 in casa dell'Irlanda del Nord, raggiunge quota 126 presenze superando Xherdan Shaqiri diventando il secondo calciatore più presente nella storia della selezione crociata.

## Statistiche

### Presenze e reti nei club
Statistiche aggiornate al 18 maggio 2024.
| Stagione         | Squadra          | Campionato       | Campionato | Campionato | Coppe nazionali | Coppe nazionali | Coppe nazionali | Coppe internazionali | Coppe internazionali | Coppe internazionali | Altre coppe | Altre coppe | Altre coppe | Totale | Totale |
| Stagione         | Squadra          | Comp             | Pres       | Reti       | Comp            | Pres            | Reti            | Comp                 | Pres                 | Reti                 | Comp        | Pres        | Reti        | Pres   | Reti   |
| ---------------- | ---------------- | ---------------- | ---------- | ---------- | --------------- | --------------- | --------------- | -------------------- | -------------------- | -------------------- | ----------- | ----------- | ----------- | ------ | ------ |
| 2009-2010        | Zurigo           | SL               | 6          | 0          | -               | -               | -               | -                    | -                    | -                    | -           | -           | -           | 6      | 0      |
| 2010-2011        | Zurigo           | SL               | 13         | 1          | CS              | 2               | 0               | -                    | -                    | -                    | -           | -           | -           | 15     | 1      |
| 2011-gen. 2012   | Zurigo           | SL               | 16         | 1          | CS              | 2               | 0               | UCL+UEL              | 4+5                  | 0                    | -           | -           | -           | 27     | 1      |
| Totale Zurigo    | Totale Zurigo    | Totale Zurigo    | 35         | 2          |                 | 4               | 0               |                      | 9                    | 0                    |             |             |             | 48     | 2      |
| gen.-giu. 2012   | Wolfsburg        | BL               | 17         | 0          | -               | -               | -               | -                    | -                    | -                    | -           | -           | -           | 17     | 0      |
| 2012-2013        | Wolfsburg        | BL               | 24         | 0          | CG              | 3               | 0               | -                    | -                    | -                    | -           | -           | -           | 27     | 0      |
| 2013-2014        | Wolfsburg        | BL               | 34         | 5          | CG              | 4               | 2               | -                    | -                    | -                    | -           | -           | -           | 38     | 7      |
| 2014-2015        | Wolfsburg        | BL               | 26         | 6          | CG              | 4               | 1               | UEL                  | 9                    | 3                    | -           | -           | -           | 39     | 10     |
| 2015-2016        | Wolfsburg        | BL               | 24         | 2          | CG              | 2               | 0               | UCL                  | 9                    | 1                    | SG          | 1           | 0           | 36     | 3      |
| 2016-2017        | Wolfsburg        | BL               | 24         | 2          | CG              | 3               | 0               | -                    | -                    | -                    | -           | -           | -           | 27     | 2      |
| Totale Wolfsburg | Totale Wolfsburg | Totale Wolfsburg | 149        | 15         |                 | 16              | 3               |                      | 18                   | 4                    |             | 1           | 0           | 184    | 22     |
| 2017-2018        | Milan            | A                | 34         | 1          | CI              | 4               | 0               | UEL                  | 9                    | 3                    | -           | -           | -           | 47     | 4      |
| 2018-2019        | Milan            | A                | 35         | 0          | CI              | 2               | 0               | UEL                  | 3                    | 0                    | SI          | 1           | 0           | 41     | 0      |
| 2019-gen. 2020   | Milan            | A                | 5          | 0          | CI              | 0               | 0               | -                    | -                    | -                    | -           | -           | -           | 5      | 0      |
| Totale Milan     | Totale Milan     | Totale Milan     | 74         | 1          |                 | 6               | 0               |                      | 12                   | 3                    |             | 1           | 0           | 93     | 4      |
| gen.-giu. 2020   | PSV              | ED               | 6          | 0          | CO              | 0               | 0               | UCL+UEL              | 0                    | 0                    | -           | -           | -           | 6      | 0      |
| 2020-2021        | Torino           | A                | 16         | 0          | CI              | 2               | 0               | -                    | -                    | -                    | -           | -           | -           | 18     | 0      |
| 2021-2022        | Torino           | A                | 34         | 0          | CI              | 2               | 0               | -                    | -                    | -                    | -           | -           | -           | 36     | 0      |
| 2022-2023        | Torino           | A                | 35         | 0          | CI              | 3               | 0               | -                    | -                    | -                    | -           | -           | -           | 38     | 0      |
| 2023-2024        | Torino           | A                | 35         | 1          | CI              | 2               | 0               | -                    | -                    | -                    | -           | -           | -           | 37     | 1      |
| Totale Torino    | Totale Torino    | Totale Torino    | 119        | 1          |                 | 9               | 0               |                      | -                    | -                    |             | -           | -           | 128    | 1      |
| Totale carriera  | Totale carriera  | Totale carriera  | 377        | 19         |                 | 35              | 3               |                      | 39                   | 7                    |             | 2           | 0           | 453    | 29     |

### Cronologia presenze e reti in nazionale
| Cronologia completa delle presenze e delle reti in nazionale ― Svizzera | Cronologia completa delle presenze e delle reti in nazionale ― Svizzera | Cronologia completa delle presenze e delle reti in nazionale ― Svizzera | Cronologia completa delle presenze e delle reti in nazionale ― Svizzera | Cronologia completa delle presenze e delle reti in nazionale ― Svizzera | Cronologia completa delle presenze e delle reti in nazionale ― Svizzera | Cronologia completa delle presenze e delle reti in nazionale ― Svizzera | Cronologia completa delle presenze e delle reti in nazionale ― Svizzera |
| Data                                                                    | Città                                                                   | In casa                                                                 | Risultato                                                               | Ospiti                                                                  | Competizione                                                            | Reti                                                                    | Note                                                                    |
| ----------------------------------------------------------------------- | ----------------------------------------------------------------------- | ----------------------------------------------------------------------- | ----------------------------------------------------------------------- | ----------------------------------------------------------------------- | ----------------------------------------------------------------------- | ----------------------------------------------------------------------- | ----------------------------------------------------------------------- |
| 7-10-2011                                                               | Swansea                                                                 | Galles                                                                  | 2 – 0                                                                   | Svizzera                                                                | Qual. Euro 2012                                                         | -                                                                       | 62’                                                                     |
| 11-10-2011                                                              | Basilea                                                                 | Svizzera                                                                | 2 – 0                                                                   | Montenegro                                                              | Qual. Euro 2012                                                         | -                                                                       |                                                                         |
| 11-11-2011                                                              | Amsterdam                                                               | Paesi Bassi                                                             | 0 – 0                                                                   | Svizzera                                                                | Amichevole                                                              | -                                                                       |                                                                         |
| 15-11-2011                                                              | Lussemburgo                                                             | Lussemburgo                                                             | 0 – 1                                                                   | Svizzera                                                                | Amichevole                                                              | -                                                                       |                                                                         |
| 29-2-2012                                                               | Berna                                                                   | Svizzera                                                                | 1 – 3                                                                   | Argentina                                                               | Amichevole                                                              | -                                                                       |                                                                         |
| 15-8-2012                                                               | Spalato                                                                 | Croazia                                                                 | 2 – 4                                                                   | Svizzera                                                                | Amichevole                                                              | -                                                                       | 62’                                                                     |
| 7-9-2012                                                                | Lubiana                                                                 | Slovenia                                                                | 0 – 2                                                                   | Svizzera                                                                | Qual. Mondiali 2014                                                     | -                                                                       | 90’                                                                     |
| 11-9-2012                                                               | Lucerna                                                                 | Svizzera                                                                | 2 – 0                                                                   | Albania                                                                 | Qual. Mondiali 2014                                                     | -                                                                       |                                                                         |
| 12-10-2012                                                              | Berna                                                                   | Svizzera                                                                | 1 – 1                                                                   | Norvegia                                                                | Qual. Mondiali 2014                                                     | -                                                                       |                                                                         |
| 16-10-2012                                                              | Reykjavík                                                               | Islanda                                                                 | 0 – 2                                                                   | Svizzera                                                                | Qual. Mondiali 2014                                                     | -                                                                       |                                                                         |
| 14-11-2012                                                              | Tunisi                                                                  | Tunisia                                                                 | 1 – 2                                                                   | Svizzera                                                                | Amichevole                                                              | -                                                                       | 46’                                                                     |
| 6-2-2013                                                                | Atene                                                                   | Grecia                                                                  | 0 – 0                                                                   | Svizzera                                                                | Amichevole                                                              | -                                                                       |                                                                         |
| 23-3-2013                                                               | Nicosia                                                                 | Cipro                                                                   | 0 – 0                                                                   | Svizzera                                                                | Qual. Mondiali 2014                                                     | -                                                                       |                                                                         |
| 8-6-2013                                                                | Ginevra                                                                 | Svizzera                                                                | 1 – 0                                                                   | Cipro                                                                   | Qual. Mondiali 2014                                                     | -                                                                       |                                                                         |
| 14-8-2013                                                               | Basilea                                                                 | Svizzera                                                                | 1 – 0                                                                   | Brasile                                                                 | Amichevole                                                              | -                                                                       |                                                                         |
| 6-9-2013                                                                | Berna                                                                   | Svizzera                                                                | 4 – 4                                                                   | Islanda                                                                 | Qual. Mondiali 2014                                                     | -                                                                       |                                                                         |
| 10-9-2013                                                               | Oslo                                                                    | Norvegia                                                                | 0 – 2                                                                   | Svizzera                                                                | Qual. Mondiali 2014                                                     | -                                                                       |                                                                         |
| 11-10-2013                                                              | Tirana                                                                  | Albania                                                                 | 1 – 2                                                                   | Svizzera                                                                | Qual. Mondiali 2014                                                     | -                                                                       |                                                                         |
| 5-3-2014                                                                | San Gallo                                                               | Svizzera                                                                | 2 – 2                                                                   | Croazia                                                                 | Amichevole                                                              | -                                                                       |                                                                         |
| 30-5-2014                                                               | Lucerna                                                                 | Svizzera                                                                | 1 – 0                                                                   | Giamaica                                                                | Amichevole                                                              | -                                                                       | 83’                                                                     |
| 3-6-2014                                                                | Lucerna                                                                 | Svizzera                                                                | 2 – 0                                                                   | Perù                                                                    | Amichevole                                                              | -                                                                       |                                                                         |
| 15-6-2014                                                               | Brasilia                                                                | Svizzera                                                                | 2 – 1                                                                   | Ecuador                                                                 | Mondiali 2014 - 1º turno                                                | -                                                                       |                                                                         |
| 20-6-2014                                                               | Salvador                                                                | Svizzera                                                                | 2 – 5                                                                   | Francia                                                                 | Mondiali 2014 - 1º turno                                                | -                                                                       |                                                                         |
| 25-6-2014                                                               | Manaus                                                                  | Honduras                                                                | 0 – 3                                                                   | Svizzera                                                                | Mondiali 2014 - 1º turno                                                | -                                                                       |                                                                         |
| 1-7-2014                                                                | San Paolo                                                               | Argentina                                                               | 1 – 0 dts                                                               | Svizzera                                                                | Mondiali 2014 - Ottavi di finale                                        | -                                                                       |                                                                         |
| 8-9-2014                                                                | Basilea                                                                 | Svizzera                                                                | 0 – 2                                                                   | Inghilterra                                                             | Qual. Euro 2016                                                         | -                                                                       |                                                                         |
| 9-10-2014                                                               | Lubiana                                                                 | Slovenia                                                                | 1 – 0                                                                   | Svizzera                                                                | Qual. Euro 2016                                                         | -                                                                       |                                                                         |
| 14-10-2014                                                              | Serravalle                                                              | San Marino                                                              | 0 – 4                                                                   | Svizzera                                                                | Qual. Euro 2016                                                         | -                                                                       |                                                                         |
| 27-3-2015                                                               | Lucerna                                                                 | Svizzera                                                                | 3 – 0                                                                   | Estonia                                                                 | Qual. Euro 2016                                                         | -                                                                       |                                                                         |
| 14-6-2015                                                               | Vilnius                                                                 | Lituania                                                                | 1 – 2                                                                   | Svizzera                                                                | Qual. Euro 2016                                                         | -                                                                       |                                                                         |
| 5-9-2015                                                                | Basilea                                                                 | Svizzera                                                                | 3 – 2                                                                   | Slovenia                                                                | Qual. Euro 2016                                                         | -                                                                       |                                                                         |
| 8-9-2015                                                                | Londra                                                                  | Inghilterra                                                             | 2 – 0                                                                   | Svizzera                                                                | Qual. Euro 2016                                                         | -                                                                       |                                                                         |
| 9-10-2015                                                               | San Gallo                                                               | Svizzera                                                                | 7 – 0                                                                   | San Marino                                                              | Qual. Euro 2016                                                         | -                                                                       | 62’                                                                     |
| 25-3-2016                                                               | Dublino                                                                 | Irlanda                                                                 | 1 – 0                                                                   | Svizzera                                                                | Amichevole                                                              | -                                                                       | 78’                                                                     |
| 29-3-2016                                                               | Zurigo                                                                  | Svizzera                                                                | 0 – 2                                                                   | Bosnia ed Erzegovina                                                    | Amichevole                                                              | -                                                                       | 65’                                                                     |
| 28-5-2016                                                               | Ginevra                                                                 | Svizzera                                                                | 1 – 2                                                                   | Belgio                                                                  | Amichevole                                                              | -                                                                       |                                                                         |
| 3-6-2016                                                                | Lugano                                                                  | Svizzera                                                                | 2 – 1                                                                   | Moldavia                                                                | Amichevole                                                              | -                                                                       | 63’                                                                     |
| 11-6-2016                                                               | Lens                                                                    | Albania                                                                 | 0 – 1                                                                   | Svizzera                                                                | Euro 2016 - 1º turno                                                    | -                                                                       |                                                                         |
| 15-6-2016                                                               | Parigi                                                                  | Romania                                                                 | 1 – 1                                                                   | Svizzera                                                                | Euro 2016 - 1º turno                                                    | -                                                                       |                                                                         |
| 19-6-2016                                                               | Lilla                                                                   | Svizzera                                                                | 0 – 0                                                                   | Francia                                                                 | Euro 2016 - 1º turno                                                    | -                                                                       |                                                                         |
| 25-6-2016                                                               | Saint-Étienne                                                           | Svizzera                                                                | 1 – 1 dts (4 – 5 dtr)                                                   | Polonia                                                                 | Euro 2016 - Ottavi di finale                                            | -                                                                       |                                                                         |
| 6-9-2016                                                                | Basilea                                                                 | Svizzera                                                                | 2 – 0                                                                   | Portogallo                                                              | Qual. Mondiali 2018                                                     | -                                                                       |                                                                         |
| 7-10-2016                                                               | Budapest                                                                | Ungheria                                                                | 2 – 3                                                                   | Svizzera                                                                | Qual. Mondiali 2018                                                     | 1                                                                       |                                                                         |
| 10-10-2016                                                              | Andorra la Vella                                                        | Andorra                                                                 | 1 – 2                                                                   | Svizzera                                                                | Qual. Mondiali 2018                                                     | -                                                                       |                                                                         |
| 13-11-2016                                                              | Lucerna                                                                 | Svizzera                                                                | 2 – 0                                                                   | Fær Øer                                                                 | Qual. Mondiali 2018                                                     | -                                                                       | 73’                                                                     |
| 31-8-2017                                                               | San Gallo                                                               | Svizzera                                                                | 3 – 0                                                                   | Andorra                                                                 | Qual. Mondiali 2018                                                     | -                                                                       |                                                                         |
| 3-9-2017                                                                | Riga                                                                    | Lettonia                                                                | 0 – 3                                                                   | Svizzera                                                                | Qual. Mondiali 2018                                                     | 1                                                                       |                                                                         |
| 10-10-2017                                                              | Lisbona                                                                 | Portogallo                                                              | 2 – 0                                                                   | Svizzera                                                                | Qual. Mondiali 2018                                                     | -                                                                       |                                                                         |
| 9-11-2017                                                               | Belfast                                                                 | Irlanda del Nord                                                        | 0 – 1                                                                   | Svizzera                                                                | Qual. Mondiali 2018                                                     | 1                                                                       |                                                                         |
| 12-11-2017                                                              | Basilea                                                                 | Svizzera                                                                | 0 – 0                                                                   | Irlanda del Nord                                                        | Qual. Mondiali 2018                                                     | -                                                                       |                                                                         |
| 23-3-2018                                                               | Atene                                                                   | Grecia                                                                  | 0 – 1                                                                   | Svizzera                                                                | Amichevole                                                              | -                                                                       | 80’                                                                     |
| 3-6-2018                                                                | Vila-real                                                               | Spagna                                                                  | 1 – 1                                                                   | Svizzera                                                                | Amichevole                                                              | 1                                                                       | 78’                                                                     |
| 8-6-2018                                                                | Lugano                                                                  | Svizzera                                                                | 2 – 0                                                                   | Giappone                                                                | Amichevole                                                              | 1                                                                       | 73’                                                                     |
| 17-6-2018                                                               | Rostov sul Don                                                          | Brasile                                                                 | 1 – 1                                                                   | Svizzera                                                                | Mondiali 2018 - 1º turno                                                | -                                                                       |                                                                         |
| 22-6-2018                                                               | Kaliningrad                                                             | Serbia                                                                  | 1 – 2                                                                   | Svizzera                                                                | Mondiali 2018 - 1º turno                                                | -                                                                       |                                                                         |
| 27-6-2018                                                               | Nižnij Novgorod                                                         | Svizzera                                                                | 2 – 2                                                                   | Costa Rica                                                              | Mondiali 2018 - 1º turno                                                | -                                                                       |                                                                         |
| 3-7-2018                                                                | San Pietroburgo                                                         | Svezia                                                                  | 1 – 0                                                                   | Svizzera                                                                | Mondiali 2018 - Ottavi di finale                                        | -                                                                       |                                                                         |
| 8-9-2018                                                                | San Gallo                                                               | Svizzera                                                                | 6 – 0                                                                   | Islanda                                                                 | UEFA Nations League 2018-2019 - 1º turno                                | -                                                                       |                                                                         |
| 11-9-2018                                                               | Leicester                                                               | Inghilterra                                                             | 1 – 0                                                                   | Svizzera                                                                | Amichevole                                                              | -                                                                       | 46’                                                                     |
| 12-10-2018                                                              | Bruxelles                                                               | Belgio                                                                  | 2 – 1                                                                   | Svizzera                                                                | UEFA Nations League 2018-2019 - 1º turno                                | -                                                                       |                                                                         |
| 18-11-2018                                                              | Lucerna                                                                 | Svizzera                                                                | 5 – 2                                                                   | Belgio                                                                  | UEFA Nations League 2018-2019 - 1º turno                                | 1                                                                       |                                                                         |
| 23-11-2018                                                              | Tbilisi                                                                 | Georgia                                                                 | 0 – 2                                                                   | Svizzera                                                                | Qual. Euro 2020                                                         | -                                                                       |                                                                         |
| 26-3-2019                                                               | Basilea                                                                 | Svizzera                                                                | 3 – 3                                                                   | Danimarca                                                               | Qual. Euro 2020                                                         | -                                                                       | 46’                                                                     |
| 5-6-2019                                                                | Porto                                                                   | Portogallo                                                              | 3 – 1                                                                   | Svizzera                                                                | UEFA Nations League 2018-2019 - Semifinale                              | 1                                                                       |                                                                         |
| 9-6-2019                                                                | Guimarães                                                               | Svizzera                                                                | 0 – 0 dts (5 – 6 dtr)                                                   | Inghilterra                                                             | UEFA Nations League 2018-2019 - Finale 3º posto                         | -                                                                       | 87’                                                                     |
| 5-9-2019                                                                | Dublino                                                                 | Irlanda                                                                 | 1 – 1                                                                   | Svizzera                                                                | Qual. Euro 2020                                                         | -                                                                       |                                                                         |
| 8-9-2019                                                                | Sion                                                                    | Svizzera                                                                | 4 – 0                                                                   | Gibilterra                                                              | Qual. Euro 2020                                                         | 1                                                                       |                                                                         |
| 12-10-2019                                                              | Copenaghen                                                              | Danimarca                                                               | 1 – 0                                                                   | Svizzera                                                                | Qual. Euro 2020                                                         | -                                                                       | 76’ 88’                                                                 |
| 15-10-2019                                                              | Lancy                                                                   | Svizzera                                                                | 2 – 0                                                                   | Irlanda                                                                 | Qual. Euro 2020                                                         | -                                                                       |                                                                         |
| 15-11-2019                                                              | San Gallo                                                               | Svizzera                                                                | 1 – 0                                                                   | Georgia                                                                 | Qual. Euro 2020                                                         | -                                                                       |                                                                         |
| 18-11-2019                                                              | Gibilterra                                                              | Gibilterra                                                              | 1 – 6                                                                   | Svizzera                                                                | Qual. Euro 2020                                                         | -                                                                       | 18’                                                                     |
| 3-9-2020                                                                | Leopoli                                                                 | Ucraina                                                                 | 2 – 1                                                                   | Svizzera                                                                | UEFA Nations League 2020-2021 - 1º turno                                | -                                                                       |                                                                         |
| 6-9-2020                                                                | Basilea                                                                 | Svizzera                                                                | 1 – 1                                                                   | Germania                                                                | UEFA Nations League 2020-2021 - 1º turno                                | -                                                                       | 64’                                                                     |
| 7-10-2020                                                               | San Gallo                                                               | Svizzera                                                                | 1 – 2                                                                   | Croazia                                                                 | Amichevole                                                              | -                                                                       | 46’                                                                     |
| 10-10-2020                                                              | Madrid                                                                  | Spagna                                                                  | 1 – 0                                                                   | Svizzera                                                                | UEFA Nations League 2020-2021 - 1º turno                                | -                                                                       |                                                                         |
| 13-10-2020                                                              | Colonia                                                                 | Germania                                                                | 3 – 3                                                                   | Svizzera                                                                | UEFA Nations League 2020-2021 - 1º turno                                | -                                                                       |                                                                         |
| 14-11-2020                                                              | Basilea                                                                 | Svizzera                                                                | 1 – 1                                                                   | Spagna                                                                  | UEFA Nations League 2020-2021 - 1º turno                                | -                                                                       |                                                                         |
| 25-3-2021                                                               | Sofia                                                                   | Bulgaria                                                                | 1 – 3                                                                   | Svizzera                                                                | Qual. Mondiali 2022                                                     | -                                                                       |                                                                         |
| 28-3-2021                                                               | San Gallo                                                               | Svizzera                                                                | 1 – 0                                                                   | Lituania                                                                | Qual. Mondiali 2022                                                     | -                                                                       |                                                                         |
| 30-5-2021                                                               | San Gallo                                                               | Svizzera                                                                | 2 – 1                                                                   | Stati Uniti                                                             | Amichevole                                                              | 1                                                                       | 69’                                                                     |
| 3-6-2021                                                                | San Gallo                                                               | Svizzera                                                                | 7 – 0                                                                   | Liechtenstein                                                           | Amichevole                                                              | -                                                                       | 46’                                                                     |
| 12-6-2021                                                               | Baku                                                                    | Galles                                                                  | 1 – 1                                                                   | Svizzera                                                                | Euro 2020 - 1º turno                                                    | -                                                                       |                                                                         |
| 16-6-2021                                                               | Roma                                                                    | Italia                                                                  | 3 – 0                                                                   | Svizzera                                                                | Euro 2020 - 1º turno                                                    | -                                                                       |                                                                         |
| 20-6-2021                                                               | Baku                                                                    | Svizzera                                                                | 3 – 1                                                                   | Turchia                                                                 | Euro 2020 - 1º turno                                                    | -                                                                       |                                                                         |
| 28-6-2021                                                               | Bucarest                                                                | Francia                                                                 | 3 – 3 dts (4 – 5 dtr)                                                   | Svizzera                                                                | Euro 2020 - Ottavi di finale                                            | -                                                                       | 62’ 87’                                                                 |
| 2-7-2021                                                                | San Pietroburgo                                                         | Svizzera                                                                | 1 – 1 dts (1 – 3 dtr)                                                   | Spagna                                                                  | Euro 2020 - Quarti di finale                                            | -                                                                       |                                                                         |
| 1-9-2021                                                                | Basilea                                                                 | Svizzera                                                                | 2 – 1                                                                   | Grecia                                                                  | Amichevole                                                              | -                                                                       |                                                                         |
| 5-9-2021                                                                | Basilea                                                                 | Svizzera                                                                | 0 – 0                                                                   | Italia                                                                  | Qual. Mondiali 2022                                                     | -                                                                       | 63’                                                                     |
| 8-9-2021                                                                | Belfast                                                                 | Irlanda del Nord                                                        | 0 – 0                                                                   | Svizzera                                                                | Qual. Mondiali 2022                                                     | -                                                                       |                                                                         |
| 9-10-2021                                                               | Lancy                                                                   | Svizzera                                                                | 2 – 0                                                                   | Irlanda del Nord                                                        | Qual. Mondiali 2022                                                     | -                                                                       |                                                                         |
| 12-10-2021                                                              | Vilnius                                                                 | Lituania                                                                | 0 – 4                                                                   | Svizzera                                                                | Qual. Mondiali 2022                                                     | -                                                                       | 46’                                                                     |
| 12-11-2021                                                              | Roma                                                                    | Italia                                                                  | 1 – 1                                                                   | Svizzera                                                                | Qual. Mondiali 2022                                                     | -                                                                       | 69’                                                                     |
| 26-3-2022                                                               | Londra                                                                  | Inghilterra                                                             | 2 – 1                                                                   | Svizzera                                                                | Amichevole                                                              | -                                                                       |                                                                         |
| 29-3-2022                                                               | Zurigo                                                                  | Svizzera                                                                | 1 – 1                                                                   | Kosovo                                                                  | Amichevole                                                              | -                                                                       | 63’                                                                     |
| 2-6-2022                                                                | Praga                                                                   | Rep. Ceca                                                               | 2 – 1                                                                   | Svizzera                                                                | UEFA Nations League 2022-2023 - 1º turno                                | -                                                                       | 87’                                                                     |
| 5-6-2022                                                                | Lisbona                                                                 | Portogallo                                                              | 4 – 0                                                                   | Svizzera                                                                | UEFA Nations League 2022-2023 - 1º turno                                | -                                                                       | 62’                                                                     |
| 9-6-2022                                                                | Lancy                                                                   | Svizzera                                                                | 0 – 1                                                                   | Spagna                                                                  | UEFA Nations League 2022-2023 - 1º turno                                | -                                                                       | 89’                                                                     |
| 12-6-2022                                                               | Lancy                                                                   | Svizzera                                                                | 1 – 0                                                                   | Portogallo                                                              | UEFA Nations League 2022-2023 - 1º turno                                | -                                                                       | 79’                                                                     |
| 24-9-2022                                                               | Saragozza                                                               | Spagna                                                                  | 1 – 2                                                                   | Svizzera                                                                | UEFA Nations League 2022-2023 - 1º turno                                | -                                                                       | 46’                                                                     |
| 27-9-2022                                                               | San Gallo                                                               | Svizzera                                                                | 2 – 1                                                                   | Rep. Ceca                                                               | UEFA Nations League 2022-2023 - 1º turno                                | -                                                                       | [ 59 ]                                                                  |
| 24-11-2022                                                              | Al Wakrah                                                               | Svizzera                                                                | 1 – 0                                                                   | Camerun                                                                 | Mondiali 2022 - 1º turno                                                | -                                                                       | 90’                                                                     |
| 28-11-2022                                                              | Doha                                                                    | Brasile                                                                 | 1 – 0                                                                   | Svizzera                                                                | Mondiali 2022 - 1º turno                                                | -                                                                       |                                                                         |
| 2-12-2022                                                               | Doha                                                                    | Serbia                                                                  | 2 – 3                                                                   | Svizzera                                                                | Mondiali 2022 - 1º turno                                                | -                                                                       |                                                                         |
| 6-12-2022                                                               | Lusail                                                                  | Portogallo                                                              | 6 – 1                                                                   | Svizzera                                                                | Mondiali 2022 - Ottavi di finale                                        | -                                                                       |                                                                         |
| 25-3-2023                                                               | Novi Sad                                                                | Bielorussia                                                             | 0 – 5                                                                   | Svizzera                                                                | Qual. Euro 2024                                                         | -                                                                       |                                                                         |
| 28-3-2023                                                               | Lancy                                                                   | Svizzera                                                                | 3 – 0                                                                   | Israele                                                                 | Qual. Euro 2024                                                         | -                                                                       | 85’                                                                     |
| 16-6-2023                                                               | Andorra la Vella                                                        | Andorra                                                                 | 1 – 2                                                                   | Svizzera                                                                | Qual. Euro 2024                                                         | -                                                                       |                                                                         |
| 19-6-2023                                                               | Lucerna                                                                 | Svizzera                                                                | 2 – 2                                                                   | Romania                                                                 | Qual. Euro 2024                                                         | -                                                                       |                                                                         |
| 9-9-2023                                                                | Pristina                                                                | Kosovo                                                                  | 2 – 2                                                                   | Svizzera                                                                | Qual. Euro 2024                                                         | -                                                                       |                                                                         |
| 12-9-2023                                                               | Sion                                                                    | Svizzera                                                                | 3 – 0                                                                   | Andorra                                                                 | Qual. Euro 2024                                                         | -                                                                       |                                                                         |
| 15-10-2023                                                              | San Gallo                                                               | Svizzera                                                                | 3 – 3                                                                   | Bielorussia                                                             | Qual. Euro 2024                                                         | -                                                                       | 73’                                                                     |
| 15-11-2023                                                              | Felcsút                                                                 | Israele                                                                 | 1 – 1                                                                   | Svizzera                                                                | Qual. Euro 2024                                                         | -                                                                       |                                                                         |
| 21-11-2023                                                              | Bucarest                                                                | Romania                                                                 | 1 – 0                                                                   | Svizzera                                                                | Qual. Euro 2024                                                         | -                                                                       |                                                                         |
| 23-3-2024                                                               | Copenaghen                                                              | Danimarca                                                               | 0 – 0                                                                   | Svizzera                                                                | Amichevole                                                              | -                                                                       |                                                                         |
| 8-6-2024                                                                | San Gallo                                                               | Svizzera                                                                | 1 – 1                                                                   | Austria                                                                 | Amichevole                                                              | -                                                                       | 76’                                                                     |
| 15-6-2024                                                               | Colonia                                                                 | Ungheria                                                                | 1 – 3                                                                   | Svizzera                                                                | Euro 2024 - 1º turno                                                    | -                                                                       |                                                                         |
| 19-6-2024                                                               | Colonia                                                                 | Scozia                                                                  | 1 – 1                                                                   | Svizzera                                                                | Euro 2024 - 1º turno                                                    | -                                                                       | 31’                                                                     |
| 23-6-2024                                                               | Francoforte sul Meno                                                    | Svizzera                                                                | 1 – 1                                                                   | Germania                                                                | Euro 2024 - 1º turno                                                    | -                                                                       |                                                                         |
| 29-6-2024                                                               | Berlino                                                                 | Svizzera                                                                | 2 – 0                                                                   | Italia                                                                  | Euro 2024 - Ottavi di finale                                            | -                                                                       |                                                                         |
| 6-7-2024                                                                | Düsseldorf                                                              | Inghilterra                                                             | 1 – 1 dts (5 - 3 dtr)                                                   | Svizzera                                                                | Euro 2024 - Quarti di finale                                            | -                                                                       |                                                                         |
| 5-9-2024                                                                | Copenaghen                                                              | Danimarca                                                               | 2 – 0                                                                   | Svizzera                                                                | UEFA Nations League 2024-2025 - 1º turno                                | -                                                                       |                                                                         |
| 8-9-2024                                                                | Ginevra                                                                 | Svizzera                                                                | 1 – 4                                                                   | Spagna                                                                  | UEFA Nations League 2024-2025 - 1º turno                                | -                                                                       | 62’                                                                     |
| 12-10-2024                                                              | Leskovac                                                                | Serbia                                                                  | 2 – 0                                                                   | Svizzera                                                                | UEFA Nations League 2024-2025 - 1º turno                                | -                                                                       | 76’                                                                     |
| 15-11-2024                                                              | Zurigo                                                                  | Svizzera                                                                | 1 – 1                                                                   | Serbia                                                                  | UEFA Nations League 2024-2025 - 1º turno                                | -                                                                       | 89’                                                                     |
| 18-11-2024                                                              | Santa Cruz de Tenerife                                                  | Spagna                                                                  | 3 – 2                                                                   | Svizzera                                                                | UEFA Nations League 2024-2025 - 1º turno                                | -                                                                       |                                                                         |
| 21-3-2025                                                               | Belfast                                                                 | Irlanda del Nord                                                        | 1 – 1                                                                   | Svizzera                                                                | Amichevole                                                              | -                                                                       |                                                                         |
| 25-3-2025                                                               | San Gallo                                                               | Svizzera                                                                | 3 – 1                                                                   | Lussemburgo                                                             | Amichevole                                                              | -                                                                       | cap. 46’                                                                |
| 7-6-2025                                                                | Salt Lake City                                                          | Messico                                                                 | 2 – 4                                                                   | Svizzera                                                                | Amichevole                                                              | -                                                                       | 46’                                                                     |
| 10-6-2025                                                               | Nashville                                                               | Stati Uniti                                                             | 0 – 4                                                                   | Svizzera                                                                | Amichevole                                                              | -                                                                       | 46’                                                                     |
| Totale                                                                  |                                                                         | Presenze (2º posto)                                                     | 129                                                                     |                                                                         | Reti                                                                    | 9                                                                       |                                                                         |

## Palmarès

### Club
- Coppa di Germania: 1

Wolfsburg: 2014-2015
- Supercoppa di Germania: 1

Wolfsburg: 2015

### Nazionale
- Campionato mondiale Under-17: 1

2009